# Fljótsdalshérað
Fljótsdalshérað – dawna gmina we wschodniej Islandii, w regionie Austurland, rozciągająca się od lodowca Vatnajökull na południu aż po wybrzeże Oceanu Atlantyckiego w okolicach zatoki Héraðsflói na północy. Obejmowała rozległe tereny położone nad rzeką Jökulsá á Dal oraz w dolnym biegu rzeki Lagarfljót. 

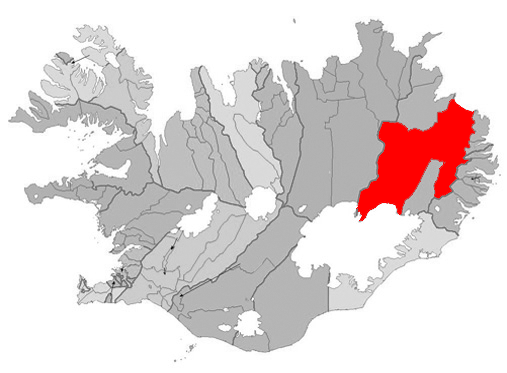
Położenie gminy Fljótsdalshérað na mapie administracyjnej kraju

Gmina powstała w 2004 roku z połączenia gmin Austur-Hérað, Fellahreppur i Norður-Hérað. W 2019 roku mieszkańcy gminy wyrazili zgodę na połączenie z gminami Borgarfjarðarhreppur, Djúpavogshreppur i Seyðisfjarðarkaupstaður. W 2020 roku nowa gmina przyjęła nazwę Múlaþing.
W momencie rozwiązania gminy zamieszkiwało ją nieco ponad 3,6 tys. mieszk. (2020). Większość jej obszaru była słabo zaludniona, a ludność koncentrowała się w okolicy, gdzie rzeka Lagarfljót wypływa z jeziora o tej samej nazwie. Położone tam było główne miasto całego regionu Egilsstaðir (2522 mieszk.), a po drugiej stronie jeziora mniejsza miejscowość Fellabær (411 mieszk.).  
Przez gminę przebiegała droga krajowa nr 1, a w okolicach Egilsstaðir znajdował się port lotniczy Egilsstaðir. 